# ㅞ
ㅞ – samogłoska należąca do grupy pisma hangul, do oznaczenia spółgłoski półotwartej wargowo-miękkopodniebiennej i półotwartej przedniej niezaokrąglonej [we]. Według transkrypcji McCune’a-Reischauera samogłoska brzmi "we".
Dźwięk samogłoski brzmi podobnie jak "we" w angielskim słowie "wedding" lub polskie "łe".